# Dianthus namaensis
Dianthus namaensis là loài thực vật có hoa thuộc họ Cẩm chướng. Loài này được Schinz mô tả khoa học đầu tiên năm 1897.